# Зленко Андрій Никифорович
Андрій Никифорович Зленко (15 липня 1905, село Абазівка Абазівської волості Полтавського повіту Полтавської губернії, тепер Полтавського району Полтавської області — 20 лютого 1976, Київ) — український радянський партійний діяч, депутат Верховної Ради УРСР 2—7-го скликань. Кандидат в члени ЦК КП(б)У в 1940—1946  і 1949—1952 р. Член нелегального ЦК КП(б)У в 1942—1943 роках. Член ЦК КП(б)У в 1946—1949 роках.

## Біографія

Могила Андрія Зленка та його родини, Байкове кладовище

Народився в родині селянина-бідняка. Трудову діяльність розпочав у 1914 році в сільському господарстві. З 1922 року — секретар комсомольської організації села Абазівки; з 1925 року — секретар Абазівської сільської ради Полтавського округу. У 1927—1929 роках — служба в рядах Червоної армії.
Член ВКП(б) з 1928 року.
У 1929—1931 роках — студент робітничого факультету.
У 1931—1934 роках — на керівній комсомольській роботі: керівник пропагандистської групи ЦК ЛКСМУ в Одеській, Київській та Вінницькій областях.
З 1934 по 1937 рік навчався в інституті Червоної професури.
У 1937—1938 роках — інструктор, з березня до квітня 1938 року — відповідальний організатор відділу керівних партійних органів ЦК КП(б)У по Миколаївській області.
З квітня 1938 до квітня 1939 року — заступник завідувача відділу керівних партійних органів ЦК КП(б) України. З квітня до грудня 1939 року — заступник завідувача організаційно-інструкторського відділу ЦК КП(б)У.
У грудні 1939 — липні 1947 року — завідувач організаційно-інструкторського відділу ЦК КП(б)У.
Брав активну участь в організації радянського партизанського руху в Україні під час німецько-радянської війни. Був членом і заступником начальника оперативної групи Військової ради Південно-Західного фронту.
Освіта вища. У 1947 році закінчив Київський державний університет імені Тараса Шевченка.
У вересні 1947 — березні 1948 року — інспектор ЦК КП(б) України.
У березні (затв.) 1948 — лютому 1951 року — 2-й секретар Львівського обласного комітету КП(б) України.
У лютому 1951 — квітні 1955 року — інспектор ЦК КП України.
31 березня 1955 — 22 грудня 1970 року — секретар Президії Верховної Ради Української РСР.
З грудня 1970 року — персональний пенсіонер союзного значення в місті Києві.
Помер у 70-річному віці 20 лютого 1976 року. Похований на Байковому кладовищі міста Києва разом з родиною (ділянка № 43, навпроти Вознесенської церкви).

## Родина
Донька — науковиця (історикиня та економістка), доктор історичних наук Валентина Зленко (1936—2023).

## Праці
- Державний устрій Української РСР. — К. : Держполітвидав УРСР, 1959. — 61 с.
- Ради — всеохоплююча організація народу / А. Н. Зленко. — К. : Політвидав України, 1966. — 68 с. — Бібліогр. в підрядк. приміт.
- Державний і суспільний устрій Української РСР. — К. : Політвидав України, 1971. — 100 с. — Бібліогр. в підрядк. приміт.

## Нагороди
- орден Червоного Прапора (1.04.1943)
- орден Богдана Хмельницького ІІ-го ст. (2.05.1945)
- орден Трудового Червоного Прапора (26.02.1958)
- два ордени «Знак Пошани» (23.01.1948, 14.07.1965)
- медаль «Партизанові Вітчизняної війни» І ст.
- медаль «За перемогу над Німеччиною у Великій Вітчизняній війні 1941—1945 рр.»
- медаль «За доблесну працю у Великій Вітчизняній війні 1941—1945 рр.»
- медалі